# Marianne Grewe-Partsch
Marianne Grewe-Partsch, geborene Partsch (* 6. Januar 1913 in Freiburg; † 22. Februar 2004) war eine deutsche Medienwissenschaftlerin, Juristin und Hochschullehrerin für Kommunikationspsychologie und Medienpädagogik.

## Leben und Schaffen
Ihr Jura-Studium absolvierte sie 1932–1936 in Freiburg, Frankfurt am Main, Berlin und Königsberg. 1936 wurde sie promoviert zum Dr. jur. Zunächst arbeitete sie 1938–1940 an der Berliner Verwaltungsstelle für Industriekartelle. 1940–1943 wurde sie Mitarbeiterin der Reichsanstalt für Film und Bild in der Abteilung Schrifttum. Als Leiterin der Berliner Zweigstelle des Kohlhammer Verlags 1943–1945 organisierte sie dessen Verlegung nach Stuttgart. Nach 1945 führte sie über fünf Jahre den dortigen H.S. Köhler-Verlag. Es folgte eine Familienphase 1950–1957, in der Grewe-Partsch wegen der Erziehung ihrer Kinder nicht beruflich aktiv war. Ehrenamtlich engagierte sie sich währenddessen im Akademikerinnenbund, im Frauenring und in Theodor Eschenburgs Verein Bürger im Staat. Politische Bildung war ihr zeitlebens wichtig. 1957 übernahm sie eine Stelle als wissenschaftliche Mitarbeiterin des Deutschen Volkshochschul-Verbands in Frankfurt am Main.
In den 1960er Jahren begann eine langjährige Kooperation mit der Psychologin Hertha Sturm, die ab 1963 für das ZDF eine Abteilung Bildung und Erziehung aufbaute. Grewe führte ab 1961 im Hessischen Rundfunk die Programm-Redaktionen Frauenfunk und Erwachsenenbildung.
Seit 1943 war sie mit dem Völkerrechtler und Diplomaten Wilhelm Grewe verheiratet, mit dem sie Töchter hatte.

## Schriften
als Autorin:
- Changing understandings of women's political values in the Federal Republic of Germany. In: Gertrude J. Robinson, Dieta Sixt (Hrsg.): Women and Power: Canadian and German Experiences. McGill Studies in Communications and Goethe-Institut Montreal, Montreal.[3]

als Herausgeberin:
- mit Christian Doelker: Der gestreßte Zuschauer. Folgerungen für eine rezipientenorientierte Dramaturgie. Klett-Cotta, Stuttgart 2000.
- mit  Hertha Sturm: Grundlagen einer Medienpädagogik. Klett, Stuttgart 1979.
- mit Jo Groebel: Mensch und Medien. Zum Stand von Wissenschaft und Praxis in nationaler und internationaler Perspektive. Zu Ehren von Hertha Sturm. Saur, München/London/New York/Oxford/Paris 1987, ISBN 3-598-10629-7.
- mit Gertrude J. Robinson: Women, communication and careers (= Communication research and broadcasting. Band 3). Saur, München/New York/London/Paris 1980, ISBN 3-598-20202-4.
- Schulfunk in Europa. Eine Dokumentation mit Beiträgen zur Europäischen Schulfunk-Konferenz 1977 (= Schriftenreihe des Internationalen Zentralinstituts für das Jugend- und Bildungsfernsehen. Band 11). Saur, München/New York/London/Paris 1978; englischsprachige Ausgabe unter dem Titel: School radio in Europe. Saur, 1979.

## Auszeichnungen
- 1993: Wilhelm-Polligkeit-Plakette des Deutschen Paritätischen Wohlfahrtsverbandes
- 1973: Bundesverdienstkreuz 1. Klasse